# Singles (альбом Suede)
| Оценки критиков  | Оценки критиков |
| Источник         | Оценка          |
| ---------------- | --------------- |
| Allmusic         | [ 1 ]           |
| BBC              | (положительная) |
| Drowned in Sound | [ 3 ]           |
| entertainment.ie | [ 4 ]           |
| MTV Asia         | [ 5 ]           |
| Rockfeedback     | [ 6 ]           |
| The Times        | [ 7 ]           |
| Yahoo! Music     | [ 8 ]           |

Singles — сборник всех синглов британской рок-группы Suede. Выпущен в 2003 году. Помимо синглов на альбоме присутствуют две новые песни: «Attitude» и «Love the Way You Love».
Альбом занял девятое место в датском хит-параде, где провёл 10 недель; на одну неделю он вошёл также в чарты Норвегии и Финляндии, заняв соответственно 14-ю и 35-ю строчки. В рейтинге продаж Великобритании он провёл две недели, дебютировав на 31-м месте и затем опустившись на 58-е.
«Attitude» был выпущен на сингле, заняв 14-е место в Британии и 16-е в Дании.

## Список композиций
| №                   | Название                      | Автор(ы)                                       | Длительность |
| ------------------- | ----------------------------- | ---------------------------------------------- | ------------ |
| 1.                  | «Beautiful Ones» (Edit)       | Бретт Андерсон, Ричард Оукс                    | 3:34         |
| 2.                  | «Animal Nitrate» (Edit)       | Андерсон, Бернард Батлер                       | 3:09         |
| 3.                  | «Trash» (Alternate version)   | Андерсон, Оукс                                 | 3:48         |
| 4.                  | «Metal Mickey» (Edit)         | Андерсон, Батлер                               | 3:02         |
| 5.                  | «So Young»                    | Андерсон, Батлер                               | 3:39         |
| 6.                  | «The Wild Ones» (Edit)        | Андерсон, Батлер                               | 4:17         |
| 7.                  | «Obsessions» (Edit)           | Андерсон, Оукс                                 | 3:44         |
| 8.                  | «Filmstar»                    | Андерсон, Оукс                                 | 3:14         |
| 9.                  | «Can’t Get Enough»            | Андерсон, Нил Кодлинг                          | 3:59         |
| 10.                 | «Everything Will Flow» (Edit) | Андерсон, Оукс                                 | 4:27         |
| 11.                 | «Stay Together» (Edit)        | Андерсон, Батлер                               | 3:55         |
| 12.                 | «Love the Way You Love»       | Андерсон                                       | 3:37         |
| 13.                 | «The Drowners» (Edit)         | Андерсон, Батлер                               | 3:44         |
| 14.                 | «New Generation»              | Андерсон, Батлер                               | 4:36         |
| 15.                 | «Lazy»                        | Андерсон                                       | 3:15         |
| 16.                 | «She’s in Fashion» (Edit)     | Андерсон, Кодлинг                              | 4:07         |
| 17.                 | «Attitude»                    | Андерсон, Мэт Осман                            | 3:05         |
| 18.                 | «Electricity» (Edit)          | Андерсон, Кодлинг, Оукс                        | 4:25         |
| 19.                 | «We Are the Pigs» (Edit)      | Андерсон, Батлер                               | 3:56         |
| 20.                 | «Positivity»                  | Андерсон, Оукс, Саймон Гилберт, Осман, Кодлинг | 2:57         |
| 21.                 | «Saturday Night» (Edit)       | Андерсон, Оукс                                 | 3:59         |
| Общая длительность: | Общая длительность:           | Общая длительность:                            | 78:40        |